# Die Ameisen kommen (Film)
Die Ameisen kommen (auch: Gauner, Gangster und Ganoven) ist ein deutscher Gangsterfilm des Regisseurs Jochen Richter, der auch am Drehbuch mitwirkte, aus dem Jahr 1974. In der Hauptrolle verkörpert Ferdy Mayne den im Ruhestand befindlichen Gangster Michel.

## Handlung
Michel, ein ehemaliger Gangster, verbringt sein „Rentnerdasein“ in einer ländlich geprägten Idylle. Während seine Tochter Marlène nichts von Michels krimineller Vergangenheit weiß, sieht sich Michel durch seine alten Gangsterkameraden dazu gezwungen, wieder in ein illegales Geschäft einzusteigen.
Die „Freunde“ machen deutlich, dass sie es mit ihrer Forderung ernst meinen: Der junge kriminelle Alain wird beauftragt, Michel nachzustellen und ihn zu bedrängen. Doch die Handlung des Films nimmt eine Wendung, als sich Alain in Marlène verliebt.
Als Michel deutlich zum Ausdruck bringt, dass er in keine kriminellen Machenschaften mehr hineingezogen werden will, wird er im Eifer des Gefechts von Alain erschossen. Die Polizei ist in die Vorgänge involviert und erschießt wiederum Alain, als dieser auf der Flucht ist. Somit hat Marlène beinahe gleichzeitig ihren Vater und ihren Geliebten verloren.

## Produktionsnotizen
Jochen Richter produzierte den Gangsterfilm für seine eigene Produktionsfirma Jochen Richter Filmproduktion (München).

## Erscheinungstermine
Die Ameisen kommen wurde am 14. März 1974 in den deutschen Kinos erstmals gezeigt. In Österreich kam der Film am 27. Januar 1979 in die Kinos. Auf den internationalen Filmtagen in Hof wurde der Film am 3. November 1974 aufgeführt.

## Kritiken
Das Lexikon des internationalen Films urteilt: „Ein handwerklich bemerkenswerter Debütfilm über das Thema menschlicher Abhängigkeit, zwar bewußt als Trivialfilm inszeniert und aus Versatzstücken des Gangster-Genres konstruiert, aber mit intellektuell-literarischem Hintergrund ausgestattet“.